# Kill Zone S.P.L.
Kill Zone S.P.L.  (Originaltitel: 殺破狼, auch bekannt als SPL: Sha Po Lang oder Saat Po Long) ist ein Hongkong-Actionfilm aus dem Jahr 2005. Regie führte Wilson Yip, das Drehbuch wurde von Wilson Yip, Szeto Kam-Yuen und Ng Wai-lun geschrieben. Die Hauptrollen werden von Donnie Yen, Sammo Hung, Simon Yam und Wu Jing gespielt. Die Produktion übernahm Carl Chang.

## Handlung
Ein Kollektiv von Polizisten, die seit langer Zeit vergeblich versuchen, dem Verbrecheroberhaupt Wong Po (Sammo Hung), der unter anderem für den Tod von den Eltern der Adoptivtochter eines der Polizisten verantwortlich ist, dessen kriminelle Machenschaften nachzuweisen. Daraufhin tritt der Polizist Ma Kwan (Donnie Yen) dem Kollektiv bei, dem sein Ruf als exzellenter Kämpfer vorauseilt. Mit ihm versucht das Team nun weiterhin, Wong Pos Verbrechen zu beweisen, indem sie unter anderem ein Video von einem Mord so bearbeiten, dass Wong Po als Täter dargestellt wird. Nach einem Kampf können sie ihn somit verhaften. Seine Anhänger finden jedoch denjenigen, der den Mord gefilmt hat und zeigen das Originalvideo, womit Wong Po als unschuldig erklärt  und freigelassen wird. Da das Team jedoch weiterhin gegen das Verbrechersyndikat ermittelt und viel Geld bei einer Razzia in einem Drogenlabor entwendet hat, welches für die Adoptivtochter des Polizisten eingesetzt werden soll und deshalb nicht ordnungsgemäß abgegeben wird, lässt Wong Po den Messerkämpfer Jack (Wu Jing) drei der Polizisten töten und einen schwer verletzen und als Geisel festhalten. Ma Kwan soll nun das entwendete Geld zurückbringen, damit er freigelassen wird. Bei seinem Weg zu Wong Po wird er jedoch schon von Jack erwartet, woraufhin Ma Kwan mit einem Teleskopschlagstock gegen Jack, der mit einem Messer angreift, kämpft und ihn tötet. Anschließend kämpft er gegen Wong Po, den er scheinbar durch einen Wurf auf eine Glassäule tötet. Dieser greift jedoch Ma Kwan überraschend aus dem Hinterhalt an, sodass er ihn aus großer Höhe aus dem Fenster wirft. Er stirbt, landet jedoch auf dem Auto der Frau von Wong Po, die dort mit ihrem Kind saß und den Aufprall scheinbar nicht überlebt. Am Ende des Filmes ist somit vom Kollektiv nur noch ein Polizist übrig, der ursprünglich versprach, dass keinem seiner Kollegen bei ihrem Einsatz etwas zustoßen werde.

## Sonstiges
Besonders viel Arbeit wurde in diesem Film in die Kampfszenen investiert, die verschiedene Kampfstile repräsentieren. Vor allem beim Kampf zwischen Ma Kwan und Jack, der in nur einer Nacht gedreht wurde, legte man viel Wert auf einen natürlichen Kampf, sodass dort große Teile improvisiert wurden.

## Fortsetzungen
Im Jahr 2015 erschien mit Lethal Warrior beziehungsweise SPL 2 die Fortsetzung des Films, die jedoch kaum einen direkten Bezug zur Handlung des ersten Films herstellt und von neuen Charakteren handelt. Die Hauptrollen dort übernehmen Tony Jaa, Jin Zhang, Wu Jing und Simon Yam, der als einziger seine Rolle aus dem ersten Teil in Ansätzen beibehält.